# Договор от Маастрихт
Договорът от Маастрихт или Маастрихтският договор (официално Договор за Европейски съюз) е подписан на 7 февруари 1992 г. в град Маастрихт, Нидерландия между членовете на Европейската икономическа общност и влиза в сила на 1 ноември 1993 г. по време на комисията Делор. Договорът води до създаването на Европейския съюз (ЕС) и е резултат от отделни дискусии относно икономическия и политическия съюз. Променен е с влезлия в сила на 1 май 1999 Договор от Амстердам.
По своята същност Европейският съюз представлява обща рамка за развитието на интеграция между държавите, членуващи в него. Тя включва 2 основни направления:
- общ (единен) пазар, ръководен от съществуващите и по-рано общности – Европейска общност за въглища и стомана (ЕОВС), Европейска общност за атомна енергия (ЕВРАТОМ) и Европейската икономическа общност (ЕИО)
- въвежда Общата външна политика и политика на сигурност (ОВПС) и Сътрудничеството в областта на правосъдието и вътрешния ред (СОПВР)

Договорът регламентира дейността на органите на Европейския съюз (Европейски парламент, Съвет на Европейския съюз, Европейска комисия, Съд на Европейските общности, Сметна палата на Европейския съюз и други) и определя минималните компетенции на Съюза в областта на културата, здравеопазването, защитата на потребителя, трансевропейски мрежи, индустриалната политика и други. Решено е и да се създаде Европейски валутен съюз с обща парична единица, по-късно наречена евро.
С договора ЕИО се преименува в Европейска общност (ЕО), а година по-късно става ЕС